# Cabo (província)

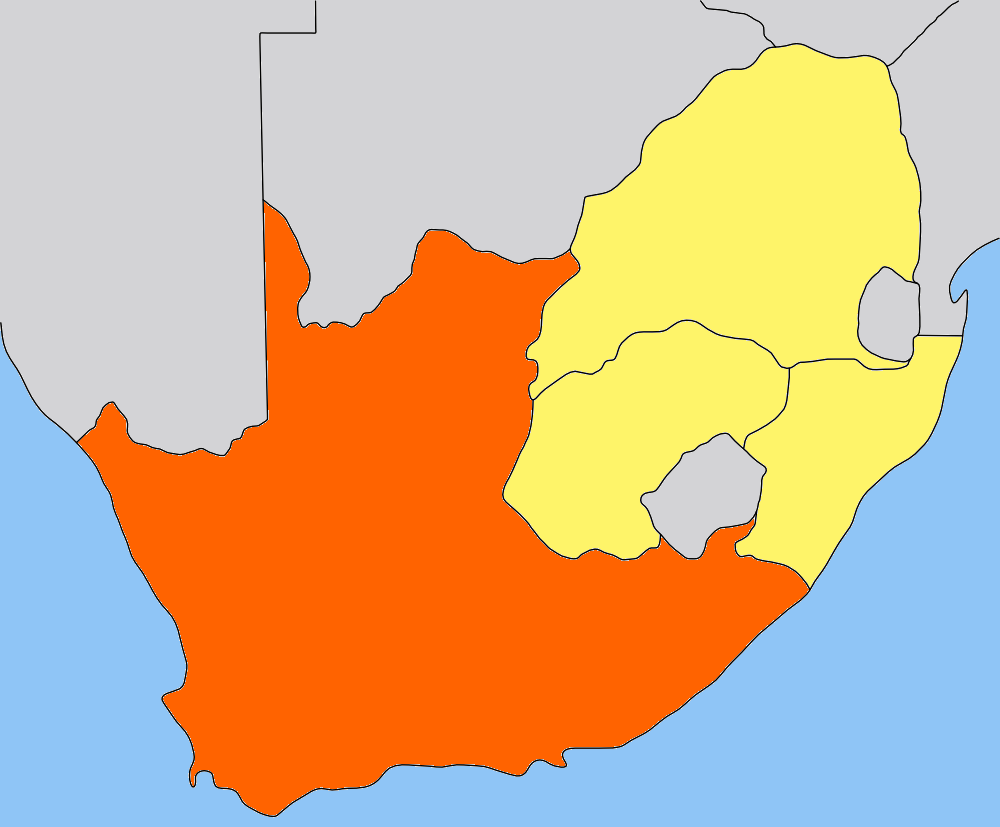
Província do Cabo.

Cabo é uma região histórica e antiga província da República da África do Sul. Ela abrangia a antiga Colônia do Cabo, bem como Walvis Bay, e tinha a Cidade do Cabo como sua capital.
Em 1994 foi dividida em 3 províncias: Cabo Oriental, Cabo Ocidental e Cabo Setentrional, tendo também cedido território à província do Noroeste.